# Хваженко
Хваженко (пол. Chwarzenko) — село в Польщі, у гміні Стара Кішева Косьцерського повіту Поморського воєводства.
Населення — 272 особи (2011).
У 1975-1998 роках село належало до Гданського воєводства.

## Демографія
Демографічна структура станом на 31 березня 2011 року:
|          | Загалом | Допрацездатний вік | Працездатний вік | Постпрацездатний вік |
| -------- | ------- | ------------------ | ---------------- | -------------------- |
| Чоловіки | 143     | 36                 | 100              | 7                    |
| Жінки    | 129     | 32                 | 78               | 19                   |
| Разом    | 272     | 68                 | 178              | 26                   |